# Ugron István
Ábránfalvi Ugron István (Mezőzáh, 1862. szeptember 29. –  Kolozsvár, 1948. szeptember 9.) diplomata, az Országos Magyar Párt elnöke, az Erdélyi Református Egyház főgondnoka. A régi Ugron család sarja.

## Életpályája
Bécsben végezte az akadémiát, utána diplomata pályára állt, és 32 évig dolgozott Törökországban, Egyiptomban, Olaszországban, Amerikában, Romániában, Oroszországban mint nagykövetségi tanácsos, rendkívüli követ és meghatalmazott miniszter. 
Ő építtette 1909 és 1911 között a mezőzáhi, ún. Ugron-kastélyt.  Ugron István nem alapított családot, a kastély felépítésének oka az lehetett, hogy világjárta emberként korszerű lakóházat szeretett volna.
Nem tévesztendő össze ábránfalvi Ugron István (1917–1997) katonatiszttel, ejtőernyős ezredessel.

## Tisztségei
Az első világháború után fontos közéleti szerepet töltött be otthon, Erdélyben: az Erdélyi Múzeum-Egyesület elnöke (1921–1925), az Erdélyi Református Egyház főgondnoka (1924–1935), az Országos Magyar Párt elnöke (1923–1926).